# Josef Durm

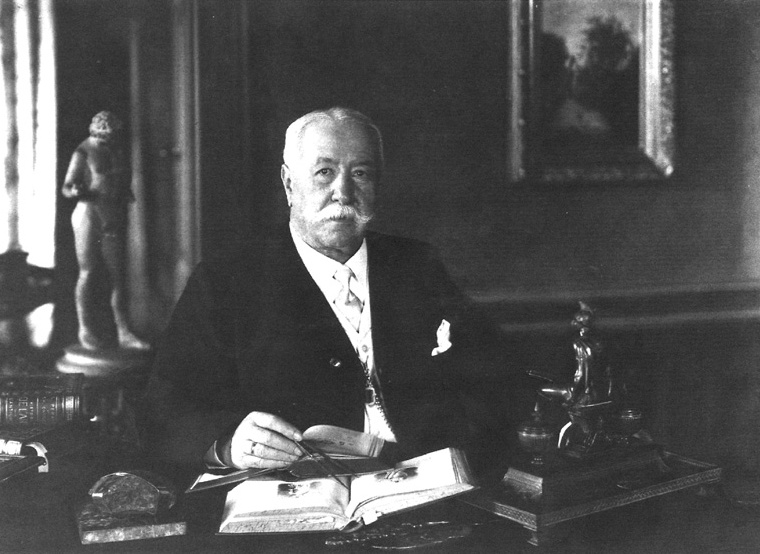
Josef Durm.

Josef Wilhelm Durm, född 14 februari 1837 i Karlsruhe, död där 3 april 1919, var en tysk arkitekt.
Durm blev 1868 professor i arkitektur vid Polytechnikum i Karlsruhe, 1877 Baurat, 1883 Oberbaurat och från 1887 var han även Baudirektor och från 1894 Oberbaudirektor i Baden. Som ung studerade han i Italien, Frankrike, Belgien och Österrike och senare företog han talrika resor i Grekland, Mindre Asien och Nordafrika. I sina byggnader använde han gärna renässansmotiv och hans viktigaste verk utförde han i Karlsruhe (synagogan, justitiepalatset, arvstorhertigliga palatset, privathus, villor) samt i Baden-Baden, Mannheim, Heidelberg och Freiburg, vidare kyrkorna i Schopfheim, Badenweiler och annat.
Av hans många skrifter kan nämnas Polychrome und konstruktive Details der griechischen Baukunst (1880), Zwei Großkonstruktionen der italienischen Renaissance (1887), Die Baukunst der Griechen (1881, tredje upplagan 1910), Die Baukunst der Etrusker und Romer (1885, andra upplagan 1905), Die Kunstdenkmaler in Großherzogthum Baden (tillsammans med flera andra 1887). Han var från 1881 utgivare av den omfattande "Handbuch der Architectur".